# Луций Аврелий Орест (консул 157 года до н. э.)
Луций Аврелий Орест (лат. Lucius Aurelius Orestes; умер после 148 года до н. э.) — древнеримский политический деятель и дипломат из плебейского рода Аврелиев, консул 157 года до н. э. Участник двух дипломатических миссий в Восточном Средиземноморье и Четвёртой Македонской войны.

## Происхождение
Луций Аврелий принадлежал к плебейскому роду Аврелиев, представители которого занимали курульные должности только с середины III века до н. э. и поэтому считались во II веке до н. э. «новой знатью». Согласно Капитолийским фастам, отец и дед Ореста носили тот же преномен — Луций. 

## Биография
Самое раннее упоминание о Луции Аврелии в сохранившихся источниках относится к 163 году до н. э., когда он в составе посольства отправился на Восток. Орест и его спутники, Гней Октавий и Спурий Лукреций, изучили положение дел в Македонии, урегулировали распрю между каппадокийским царём и галатами, а затем поехали в Сирию; там они должны были во исполнение Апамейского мира 188 года до н. э. сжечь флот Cелевкида Антиоха Евпатора, искалечить его боевых слонов и в остальном максимально ослабить царскую армию. Деятельность послов вызвала возмущение местного населения, и в результате глава посольства Гней Октавий был убит в городе Лаодикея. Орест и Лукреций же смогли вернуться в Рим.
Учитывая дату консулата и требования закона Виллия, установившего определённые временные промежутки между магистратурами, Луций Аврелий должен был не позже 160 года до н. э. занимать должность претора. В 157 году до н. э. он достиг вершины своей карьеры — стал консулом совместно с патрицием Секстом Юлием Цезарем.
В следующий раз Орест упоминается в источниках в связи с событиями 148 года до н. э. Тогда Рим аннексировал Македонию, и Ахейский союз воспринял это как угрозу для себя. Сенат направил в Грецию Луция Аврелия и ещё двух послов, чтобы они предостерегли ахейцев от враждебных действий и уладили конфликт между ахейцами и Спартой. Но эта миссия не удалась: вернувшись в Рим, послы рассказали, что в Греции на них напали и едва не убили. По словам Полибия, говорили они «с преувеличениями, в отборных выражениях». Раздосадованные сенаторы направили на Балканы новое посольство, а вскоре начали войну.
В 146 году до н. э. Орест был в числе легатов, сопровождавших консула Луция Муммия Ахаика. Этого магистрата назначили командующим в войне с ахейцами, и Луций Аврелий с ним прибыл на Истм, где уже стояла армия наместника Македонии Квинта Цецилия Метелла. После этого он уже не упоминается в источниках.

## Потомки
У Луция Аврелия был сын того же имени, консул 126 года до н. э.